# HY (banda)
HY es una banda de indie rock japonés compuesta por cinco miembros, cuatro hombres y una mujer. Su música es muy diversa, abarcando hard rock, rap, soft rock y baladas en piano. Su quinto álbum, HeartY, ha sido descrito como "sin-género"[cita requerida].

## Historia
HY se formó en el año 2000 con cinco amigos de la preparatoria en Okinawa: Hideyuki Shinzato, Shun Naka, Shinsuke Kyoda, Izumi Nakasone, Yuhei Miyazato. Su nombre viene de las iniciales de su ciudad natal, Higashi Yakena. 

## Discografía
La popularidad de la banda subió después de una presentaciones en las calles, su álbum debut Departure (solo Okinawa) se agotó rápidamente. En el 2002 la banda se presentó en concierto con Linkin Park.
Su segundo álbum, Street Story se lanzó en abril de 2003, llegando a estar en el primer lugar de las listas por cuatro semanas. Su tercer álbum Trunk fue lanzado al año siguiente y debutó en el primer lugar de las listas.
El cuarto álbum de la banda, Confidence, se mantuvo varias semanas como primer lugar en las listas. HY ha agotado las entradas en todos sus conciertos. 

## Tours
Su tour del 2006 fue vendido por completo el primer día en el que los boletos estuvieron disponibles.
El tour reunió alrededor de 88 mil personas. En diciembre de 2006 ofreció el concierto kurakara Amae en los auditorios Budokan y Osaka-jou donde inmediatamente fueron vendidos todas las localidades y reunió alrededor de 20 mil seguidores en dos días.
HY recientemente se adentró a la escena de la música internacional, iniciando con su primer tour en el exterior, en Toronto, Canadá y extendiéndose a otras siete ciudades de Estados Unidos.
Su quinto y último álbum, HeartY, se lanzó en abril de 2008.

## Miembros de la banda
- Hideyuki Shinzato (Voz/Guitarra/Rap).
- Shun Naka (Batería/Rap/Coros).
- Shinsuke Kyoda (Bajo).
- Izumi Nakasone (Teclados/Voz/Coros).
- Yuhei Miyazato (Guitarra/Coros).